# 劉吳龍
刘吴龙（1690年—1742年），字绍闻，江西南昌人。清朝政治人物。

## 生平
雍正元年（1723年）进士，榜姓吴，名吳龙。授庶吉士。次年，以朱轼推荐，改吏部主事。累迁光禄寺少卿。雍正十一年（1733年），出任安徽按察使。雍正十三年（1735年），内迁光禄寺卿，管理北路军需。
乾隆元年（1736年）召还，三迁左都御史，劾罢浙江巡抚卢焯。迁刑部尚书。乾隆七年（1742年）卒，赐白金五百治丧，谥清悫。《清史稿》有传。

## 延伸阅读
[在维基数据编辑]
 《清史稿·卷304》，出自趙爾巽《清史稿》